# Carlos Reinoso
Carlos Enzo Reinoso Valdenegro (Santiago, 1945. március 7. –) chilei válogatott labdarúgó, edző. 

## Pályafutása

### Klubcsapatban
Pályafutását az Audax Italiano együttesében kezdte 1962-ben, 17 évesen. Hét év alatt több, mint 150 mérkőzésen lépett pályára. 1970-ben Mexikóba igazolt a Club Américához, melynek tagjaként 1971-ben és 1976-ban a mexikói bajnokságot, 1974-ben a mexikói kupát, 1976-ban a mexikói szuperkupát, 1977-ben a CONCACAF-bajnokok kupáját és a Copa Interamericanát is megnyerte. 

### A válogatottban
1966 és 1977 között 34 alkalommal szerepelt az chilei válogatottban és 7 gólt szerzett. Részt vett az 1974-es világbajnokságon és tagja volt az 1975-ös Copa Américan részt vevő válogatott keretének is.

### Edzőként
1981-ben a Club América edzőjeként kezdte edzői pályafutását. Legjobb eredményét 1984-ben érte el, amikor csapatával megnyerte a mexikói bajnokságot. A döntőben a Guadalajarát győzték le. Később számos mexikói csapatnál dolgozott, így többek között irányította a Tampico Madero, az Atlas, a Veracruz, a Club León, az Atlante, a Quéretaro, a Tecos UAG, és a San Luis együtteseinél.

## Sikerei, díjai

### Játékosként
Club América
- Mexikói bajnok (1): 1970–71, 1975–76
- Mexikói kupa (1): 1973–74
- Mexikói szuperkupa (1): 1976
- CONCACAF-bajnokok kupája (1): 1977
- Copa Interamericana (1): 1977

### Edzőként
Club América
- Mexikói bajnok (1): 1983–84

Club León
- Mexikói másodosztályú bajnok (1): 2003

San Luis
- Mexikói másodosztályú bajnok (1): 2004

CD Veracruz
- Mexikói kupa (1): 2016

## Külső hivatkozások
- Carlos Reinoso adatlapja a National-Football-Teams.com oldalon (angolul)

- Carlos Reinoso (spanyol nyelven). solofutbol.cl
- Carlos Reinoso (angol, francia, spanyol nyelven). FootballDatabase.eu
- Carlos Reinoso (német nyelven). kicker.de
- Carlos Reinoso adatlapja a worldfootball.net oldalon (angolul)